# Weihersölden
Weihersölden ist ein Ortsteil der Gemeinde Altenthann im Oberpfälzer Landkreis Regensburg (Bayern).

## Geografische Lage
Die Einöde Weihersölden liegt in der Region Regensburg, etwa 300 Meter nordwestlich der Staatsstraße 2145 und ungefähr drei Kilometer südwestlich von Altenthann.

## Geschichte
Weihersölden (auch Gut zum Weier, guetl zum Weyr, Guet zum Wayr) wurde 1498 zu Lichtenwald gehörig erstmals schriftlich erwähnt. Es war im Besitz von Urban Zenger vom Lichtenwald zum Adlmannstein. Urban Zenger gab Weihersölden an seinen Sohn Wiguläus Zenger weiter. Damit ging Weihersölden in die Hofmark Adlmannstein über, wo es als Sölde blieb.
Zum Stichtag 23. März 1913 (Osterfest) gehörte Weihersölden zur Pfarrei Altenthann und hatte ein Haus und 7 Einwohner.
Am 31. Dezember 1990 hatte Weihersölden einen Einwohner und gehörte zur Pfarrei Altenthann.